# Irene Paleologa di Trebisonda
Irene Paleologa di Trebisonda (in greco Ειρήνη Παλαιολογίνα?, Eirēnē Palaiologina; 1315 circa – dopo il 1341) fu imperatrice di Trebisonda dal 6 aprile 1340 al 17 luglio 1341.
Era figlia illegittima dell'imperatore bizantino Andronico III Paleologo. Sposò nel 1335 l'imperatore Basilio Comneno.

## Biografia

### Separazione e decesso del marito
Subito dopo il matrimonio Basilio prese un'amante, anch'essa di nome Irene, e nel 1339 divorziò dalla moglie, con la connivenza del clero locale. Le ragioni della prima moglie però erano sostenute dal Giovanni XIV patriarca di Costantinopoli, per cui ella conservò ancora un certo potere nel governo dell'impero di Trebisonda. Quando il 6 aprile del 1340 Basilio morì, forse avvelenato da lei stessa, Irene Paleologa si impossessò del trono con un colpo di Stato. La sua posizione di figlia illegittima tuttavia era debole e, per rafforzarla, Irene spedì a Costantinopoli la vedova dell'ex-marito ed i figli che questa aveva avuto da lui. Qui il padre di lei, Andronico III, avrebbe potuto tenerli d'occhio.
Nonostante tutto ciò, Irene si rese conto che la cura del governo di Trebisonda era superiore alle sue forze e chiese al padre di mandarle un marito, scelto fra i nobili bizantini, che fosse in grado di occuparsi del governo e la aiutasse a contenere le mire crescenti dei suoi nemici. Tuttavia Andronico III morì il 5 giugno 1341, prima cioè di poter aiutare la figlia, il che tuttavia non ebbe grande importanza, dato che Irene si innamorò presto del suo Gran Domestikos, il che divise la corte in fazioni.

### La guerra civile
La prima parte della Guerra civile terminò poco dopo il suo inizio. Si erano formati tre partiti fra loro in conflitto: quello che sosteneva Irene, facente capo alla famiglia Amytzantarants, ed i cui mercenari erano fedeli al padre di Irene, poi vi era quello dei nobili che le si opponevano, guidati dal signore di Tzanich, capitano generale di Scholarioi, parte della guardia del corpo del defunto Basilio e fedeli alla sua memoria, ed infine il partito del Gran Duca di Limnea, Giovanni l'Eunuco.
I nobili ribelli si rifugiarono nel monastero di Sant'Eugenio, nella capitale, ma il duca di Limnea decise di passare dalla parte di Irene aiutandola contro di essi. I suoi soldati attaccarono il monastero distruggendolo quasi completamente e sconfiggendo i ribelli all'inizio del luglio 1340.
Nel contempo i turchi attaccarono Trebisonda e ne superarono le mura. Il primo attacco fu respinto ma non così poté essere per il successivo ed i turchi incendiarono gran parte della città senza però riuscire ad occuparla. La catastrofe fu aggravata dallo scoppio di un'epidemia, che Panareto dice fosse stata causata dal lezzo dei cadaveri di uomini e cavalli.

### La deposizione
I nobili superstiti al massacro del monastero di Sant'Eugenio, vedendo i risultati del cattivo governo di Irene e del suo amante, trovarono una legittima aspirante al trono in Anna Anachoutlou (†1342), figlia di Alessio II Comneno (1282-1330), imperatore di Trebisonda dal 1297 al 1330, e della di lui moglie, la georgiana Jiajak Jaqeli.
Essi convinsero Anna, che si era ritirata in convento, a rinunciare ai suoi voti monastici e l'acclamarono imperatrice a Lazica. Quando Irene lo seppe fece giustiziare tutti i nobili scampati al massacro di Sant'Eugenio, ma ciò non fu per lei di alcuna utilità: era divenuta talmente impopolare che non appena Anna giunse di fronte alle mura della città, Irene fu deposta dal popolo (17 giugno 1341) e venne quindi mandata in esilio a Costantinopoli. Non ci sono pervenute informazioni sulla rimanente parte della sua vita.

## Ascendenza
|                         |   |                         | Genitori              |  |  | Nonni |  |  | Bisnonni               |  |  | Trisnonni              |  |
|                         |   |                         |                       |  |  |       |  |  | Andronico II Paleologo |  |  | Michele VIII Paleologo |  |
|                         |   |                         |                       |  |  |       |  |  | Andronico II Paleologo |  |  | Michele VIII Paleologo |  |
|                         |   | Teodora Ducas Vatatzina |                       |  |  |       |  |  | Andronico II Paleologo |  |  |                        |  |
| Michele IX Paleologo    |   |                         |                       |  |  |       |  |  | Andronico II Paleologo |  |  |                        |  |
|                         |   | Anna d'Ungheria         | Stefano V d'Ungheria  |  |  |       |  |  |                        |  |  |                        |  |
|                         |   | Anna d'Ungheria         | Stefano V d'Ungheria  |  |  |       |  |  |                        |  |  |                        |  |
|                         |   | Anna d'Ungheria         | Elisabetta dei Cumani |  |  |       |  |  |                        |  |  |                        |  |
| Andronico III Paleologo |   | Anna d'Ungheria         |                       |  |  |       |  |  |                        |  |  |                        |  |
|                         |   | Leone III d'Armenia     | Aitone I d'Armenia    |  |  |       |  |  |                        |  |  |                        |  |
|                         |   | Leone III d'Armenia     | Aitone I d'Armenia    |  |  |       |  |  |                        |  |  |                        |  |
|                         |   | Leone III d'Armenia     | Isabella d'Armenia    |  |  |       |  |  |                        |  |  |                        |  |
| Rita d'Armenia          |   | Leone III d'Armenia     |                       |  |  |       |  |  |                        |  |  |                        |  |
|                         |   | Keran di Lampron        | Aitone IV di Lampron  |  |  |       |  |  |                        |  |  |                        |  |
|                         |   | Keran di Lampron        | Aitone IV di Lampron  |  |  |       |  |  |                        |  |  |                        |  |
|                         |   | Keran di Lampron        | …                     |  |  |       |  |  |                        |  |  |                        |  |
| Irene Paleologa         |   | Keran di Lampron        |                       |  |  |       |  |  |                        |  |  |                        |  |
|                         | … | …                       |                       |  |  |       |  |  |                        |  |  |                        |  |
|                         | … | …                       |                       |  |  |       |  |  |                        |  |  |                        |  |
|                         | … | …                       |                       |  |  |       |  |  |                        |  |  |                        |  |
| …                       | … |                         |                       |  |  |       |  |  |                        |  |  |                        |  |
|                         |   | …                       | …                     |  |  |       |  |  |                        |  |  |                        |  |
|                         |   | …                       | …                     |  |  |       |  |  |                        |  |  |                        |  |
|                         |   | …                       | …                     |  |  |       |  |  |                        |  |  |                        |  |
| …                       |   | …                       |                       |  |  |       |  |  |                        |  |  |                        |  |
|                         |   | …                       | …                     |  |  |       |  |  |                        |  |  |                        |  |
|                         |   | …                       | …                     |  |  |       |  |  |                        |  |  |                        |  |
|                         |   | …                       | …                     |  |  |       |  |  |                        |  |  |                        |  |
| …                       |   | …                       |                       |  |  |       |  |  |                        |  |  |                        |  |
|                         |   | …                       | …                     |  |  |       |  |  |                        |  |  |                        |  |
|                         |   | …                       | …                     |  |  |       |  |  |                        |  |  |                        |  |
|                         |   | …                       | …                     |  |  |       |  |  |                        |  |  |                        |  |
|                         |   | …                       |                       |  |  |       |  |  |                        |  |  |                        |  |